# Milionia cuspidata
Milionia cuspidata là một loài bướm đêm trong họ Geometridae.